# Ignacio Fernández Toxo

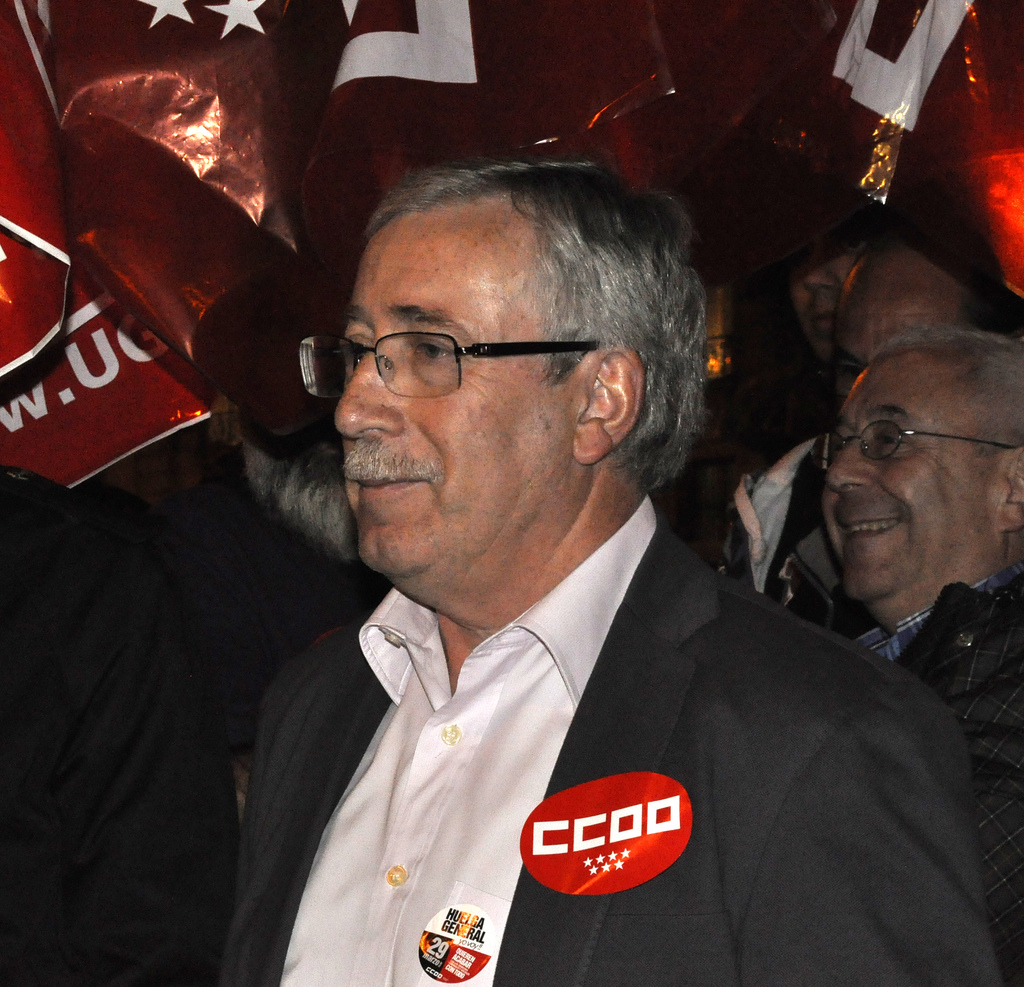
Ignacio Fernández Toxo, 2012

Ignacio Fernández Toxo ['toʃo] (* 25. November 1952 in Ferrol) ist ein spanischer Gewerkschafter, der von 2008 bis 2017 Generalsekretär der Comisiones Obreras und von 2011 bis 2015 Präsident des Europäischen Gewerkschaftsbundes war.

## Lebenslauf

### Franquistische Diktatur
Er begann sein Berufsleben mit fünfzehn Jahren als Lehrling (Elektriker) auf der Werft Empresa Nacional Bazán der Construcciones Navales Militares S.A. (Bazán). Er blieb fast sein ganzes Arbeitsleben in diesem Unternehmen. Im Juli 2000 fusionierte es mit Astilleros Españoles (AESA) und wurde zu Izar Construcciones Navales. Im April 2005 wurde er vorzeitig in den Ruhestand versetzt.
In seiner Jugend war er zuerst Mitglied des kommunistischen Jugendverbandes der PCE (1969–1971), dann der trotzkistischen Liga Comunista Revolucionaria (1971–1978) und später noch einmal der Kommunistischen Partei Spaniens (1978–1995).
Seine gewerkschaftliche Tätigkeit begann in Bazán während seiner Lehrzeit bei den CCOO. Im Alter von 19 Jahren beteiligte er sich am 10. März 1972 an der Organisation des Generalstreiks in Ferrol. Während der Demonstrationen trieb die Bewaffnete Polizei einige Streikende zusammen, darunter den jungen Lehrling Toxo, und begann willkürlich zu schießen. Mehr als 40 Menschen wurden verletzt und zwei Bazán-Arbeiter tödlich, Mitglieder von CCOO, Amador Rey und Daniel Niebla. Stundenlang hatte der franquistische Staat die Kontrolle über die Stadt verloren, bevor eilig herangeholte Verstärkung die repressive „Ordnung“ wiederherstellte. Fernández Toxo wurde wegen seiner Beteiligung an Demonstrationen und Streik entlassen, festgenommen und zu einem Freiheitsentzug verurteilt. Nach der Flucht aus dem Arrest lebte er vier Jahre im Untergrund als Ángel Luna Gonzalez. Das Gewerkschaftsleben von Toxo, der regelmäßig an der jährlichen Blumengabe am Denkmal in Ferrol für die am 10. März Ermordeten teilnahm, war von dieser Jugenderfahrung tief geprägt, wie aus seinen Äußerungen zu den Ereignissen hervorgeht.

### Transition (Übergang) und Demokratie
Die Amnestie 1977 brachte auch Fernandez Toxo die Freiheit zurück: bei den ersten freien Wahlen konnte er für die kommunistische Front für die Arbeitereinheit (Frente por la Unidad de los Trabajadores) antreten. Stunden vor der Wahl zog man allerdings die Wahlliste zurück.
Durch das Amnestiegesetz von 1977 erhielt Toxo auch seinen Arbeitsplatz bei Bazán zurück, wo er als offizieller Vertreter der CCOO zum Vorsitzenden des Betriebsrates des Unternehmens gewählt wurde und eine bis 2017 dauernde Karriere als Gewerkschaftsfunktionär begann.
Während des Putschversuchs vom 23. Februar 1981 verbarrikadierte er sich im Rathaus von Ferrol zusammen mit dem Bürgermeister Jaime Quintanilla und anderen Bürgern und gesellschaftlichen Vertretern der Stadt. Jedoch kontrollierte der loyale Generalkapitän, Admiral Miguel Romero Moreno die Stadt und am Ende ereigneten sich keine nennenswerten Zwischenfälle.
Im November 1987 wurde er zum Generalsekretär der CCOO Metall Branchengewerkschaft gewählt, um Juan Ignacio Marín zu ersetzen, eine Position, die er bis November 1995 innehatte, als die Metall- und Bergbauverbände der Gewerkschaft fusionierten. Nach der Fusion wurde Toxo zum Generalsekretär der daraus hervorgegangenen Organisation, der CCOO Bergbau und Metallgewerkschaft gewählt, eine Position, die er bis 2004 innehatte, als er von Felipe López Alonso abgelöst wurde. In diesen Jahren, die viele Arbeitsplätze kostete, verteidigte er die Gewerkschaftspositionen in den schwierigen industriellen Anpassungsprozessen, die Spanien seit 1978 durchlief angesichts veränderter Märkte und der Modernisierung vieler Branchen nach dem Beitritt zur EU. Auch seine Beteiligung an der Organisation des Eisernen Marsches war bemerkenswert. Von 2004 bis 2008 bekleidete er die Position des Sekretärs für Gewerkschaftsaktionen und Branchenpolitik des CCOO-Gewerkschaftsbundes und war Mitglied des Konföderalen Rates und der Konföderalen Exekutivkommission der CCOO.
Am 19. Dezember 2008 wurde er in einer Kampfabstimmung mit 28 Stimmen Vorsprung auf dem 9. Konföderalen Kongress zum Generalsekretär des CCOO gewählt und ersetzte José María Fidalgo. Es gelang ihm schnell, die scheinbar gespaltenen Comisiones Obreras durch seine Amtsführung hinter sich zu versammeln. Einerseits akzeptierte er Anhänger von Fidalgo im Exekutivrat. Inhaltlich änderte sich am Kurs der Gewerkschaft wenig. Der „soziale Dialog“ stand immer noch im Vordergrund. Andererseits haben sich während seiner Amtszeit die CCOO gegen die Austeritätspolitik, die im Mai 2010 vom Präsidenten José Luis Rodríguez Zapatero (PSOE) eingeleitet und von seinem Nachfolger Mariano Rajoy (PP) fortgesetzt wurde, positioniert, indem er neben drei Generalstreiks (29. September 2010, 29. März 2012 und der Europäische Generalstreik vom 14. November 2012) auch verschiedene Streiks und Demonstrationen auf lokaler Ebene förderte. Bemerkenswert ist als Neuerung in der Gewerkschaftsstrategie die Einreichung von Volksgesetzgebungsinitiativen vor dem Abgeordnetenkongress zu Themen wie Arbeitsgesetzgebung, Recht auf Wohnung und Besteuerung.
Am 18. Mai 2011 wurde er zum Präsidenten (2011–2015) des Europäischen Gewerkschaftsbundes gewählt und ersetzte Wanja Lundby-Wedin, ein Mitglied der schwedischen LO-Gewerkschaft. Als Präsident des EGB hat er vor den Institutionen der Europäischen Union (EU) eine stärkere politische Integration der Mitgliedsländer, die Erweiterung der Funktionen der EZB, die Integration der Steuersysteme der EU-Länder und die Angleichung der Arbeitsgesetze der Mitgliedsländer verteidigt.
Im Februar 2013 wurde er als Generalsekretär des CCOO wiedergewählt. Obwohl er 2008 José María Fidalgo nur um 28 Stimmen übertroffen hatte, erhielt er bei seiner Wiederwahl die Stimmen von 85,6 % der anwesenden Delegierten. Die zweite Amtszeit war nach dem gewählten Motto "Die Gewerkschaften neu denken (Repensar el sindicato)der Modernisierung des Gewerkschaftsapparates gewidmet. Auch die Finanzierung der CCOO wurde auf ein solides Fundament gestellt, so dass man nicht mehr auf Subventionen abhängig war. Darüber hinaus musste sich die Gewerkschaft wie auch die UGT während der zweiten Amtszeit mit dem Skandal um die Bank Bankia auseinandersetzen. Hier konnte Fernández Toxo zeigen, dass die Gewerkschaft unethisches Verhalten mit gebotener Härte als unsolidarisches Verhalten brandmarkte und mit Rauswurf bestrafte. El Pais hebt in dem genannten Kommentar besonders hervor, dass es Fernández Toxo gelungen war, die verschiedenen Flügel der Gewerkschaft wieder zusammenzuführen und die Organisation zu stärken.

### Rücktritt

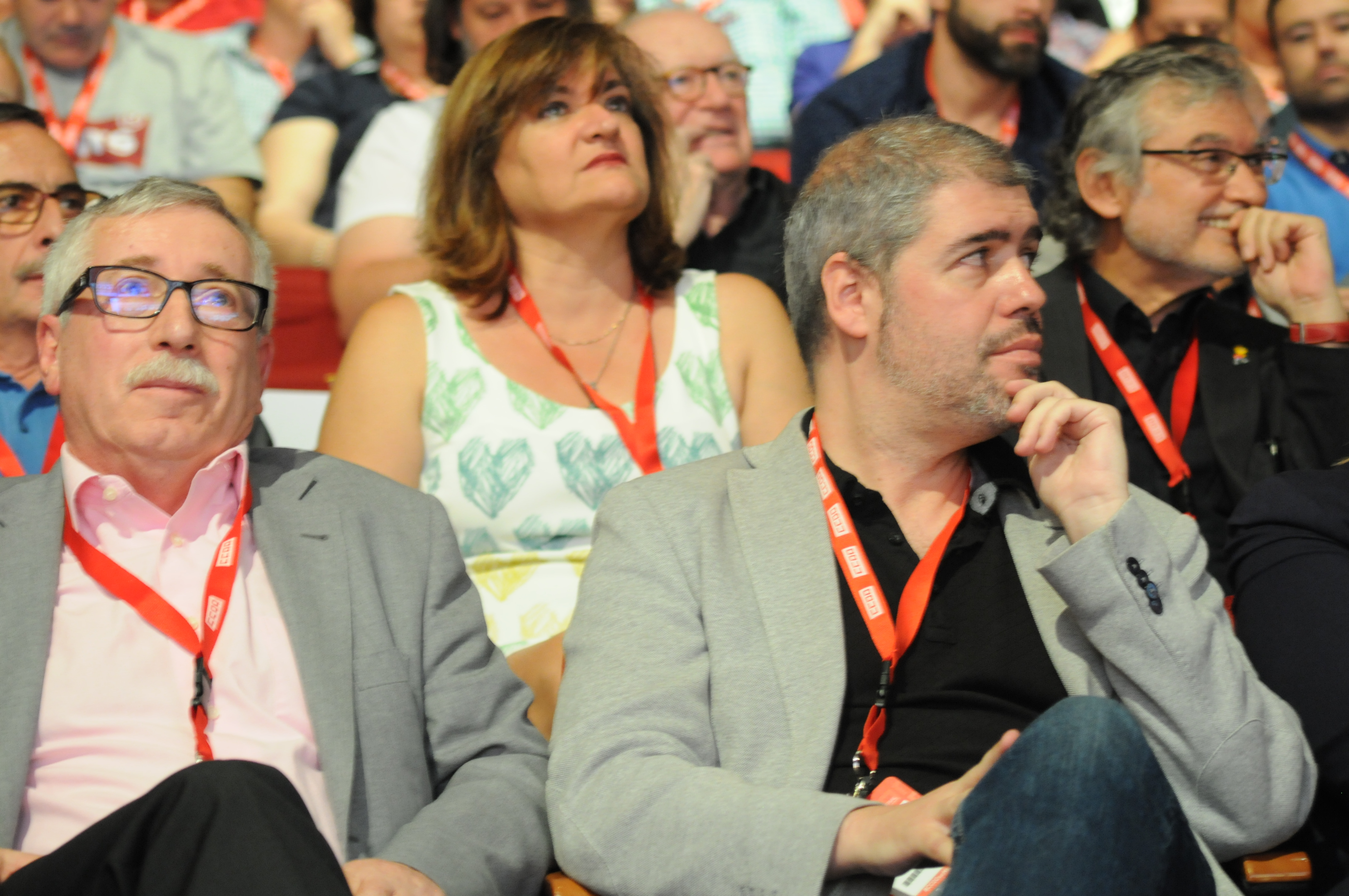
Toxo und Sordo, 2008

Am 11. März 2017, im Alter von 64 Jahren, gab Toxo öffentlich vor dem Generalrat der CCOO seine Absicht bekannt, keine Kandidatur für den XI. Kongress der Gewerkschaftsorganisation vorzulegen, der Ende Juni desselben Jahres stattfand. Zu den Gründen für seinen Rücktritt erklärte Toxo: „Wir müssen verstehen, dass die letzten Generationen von Gewerkschaftern, die in der Diktatur geboren wurden, beiseite treten müssen.“ Er drückte damit auch seine Unterstützung für die Kandidatur von Unai Sordo, Vorsitzender der CCOO im Baskenland, aus.
Damit endete eine Karriere, die vierzig Jahre Einsatz und Verantwortung für das Handeln und Funktionieren der Gewerkschaften im demokratischen Staat bedeutete.

## Schriften
- Ignacio Fernández Toxo et alii, Treinta años de España en la Unión Europea, FOREM, Madrid 2011, ISBN 978-84-938370-1-3
- Ignacio Fernández Toxo, Ramon Baeza Sanjuán: Retos y oportunidades para la igualdad de género, Fundción 1° Mayo, Madrid 2015, ISBN 978-84-87527-46-3

## Auszeichnungen
- Komtur (Kommandeur) des Ordre national du Mérite (Frankreich)[22]

Aus der Ordensbegründung: ...„ein unermüdlicher Kämpfer des sozialen Dialogs (...), ein Kämpfer für Europa und ein Erbauer eines sozialen Europas“.